# Huis (woning)

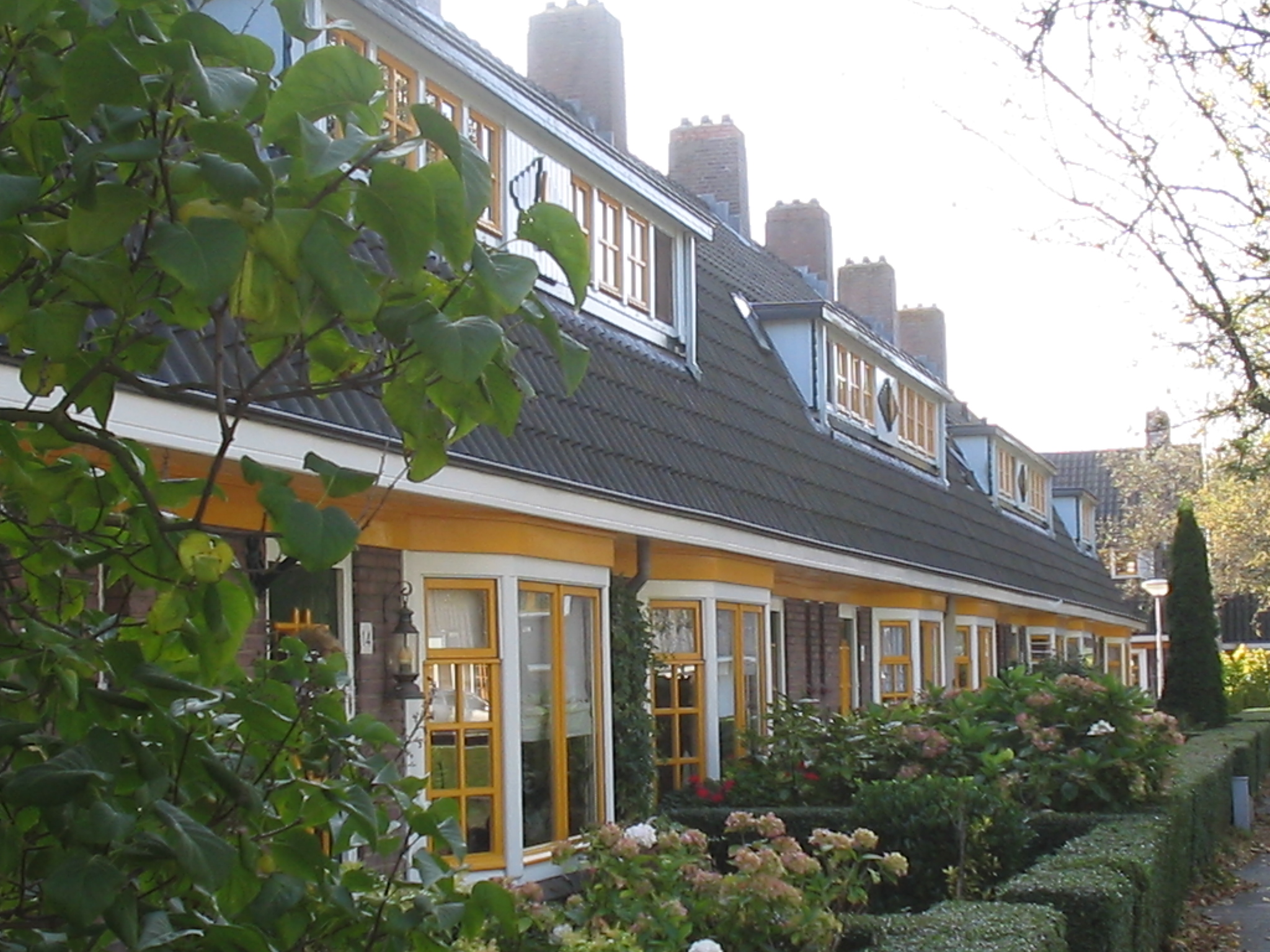
Rijtjeshuizen

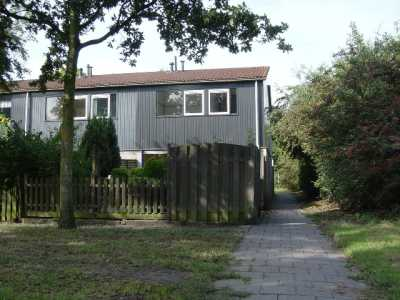
Hoekwoning

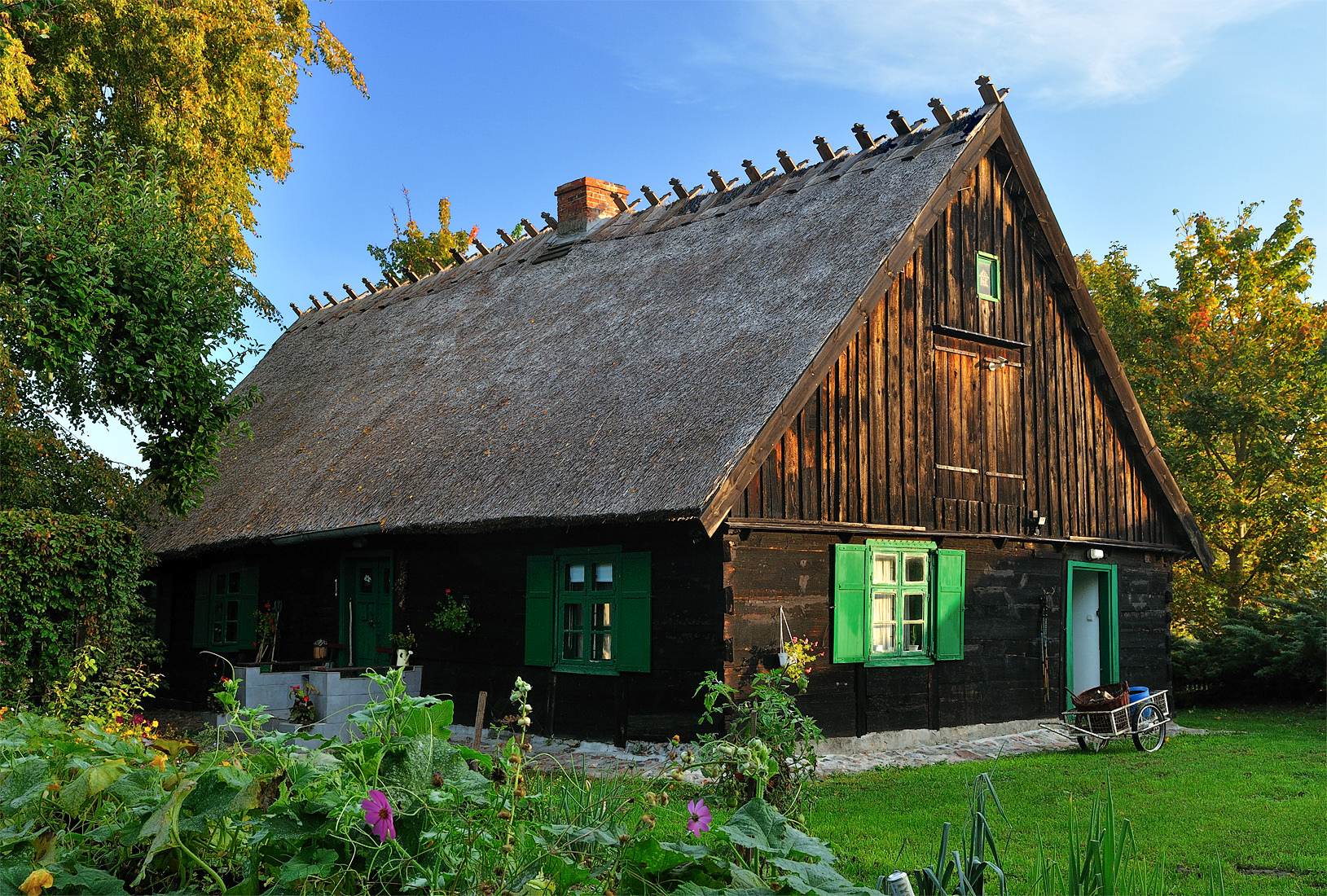
Traditionele houten woning in het dorp Kaborno, Polen

Een huis, woning of (Vlaams) woonst is een bouwwerk waarin mensen kunnen wonen. Hier gaat het om een (deel van een) gebouw dat muren rondom een binnenruimte heeft, evenals een dak. Een huis biedt bescherming tegen neerslag, wind, extreme temperaturen en tegen mogelijk binnendringende mensen of dieren. De binnenruimte in het huis is meestal verdeeld in verschillende kamers waaronder een keuken. Veel huizen hebben ook een gang, een trap, een zolder of een kelder. Vaak hebben mensen bij het huis een tuin of een erf. Luxueuzere huizen hebben een garage, of zelfs een bijkeuken.
Een huis heeft ten minste één ingang, meestal in de vorm van een deur of een poort. In Nederland worden via het bouwbesluit allerlei eisen aan een woning gesteld. Zo moet het toilet vanuit de woonkamer via ten minste twee deuren bereikt worden.
In de westerse wereld besteden mensen doorgaans veel tijd en geld aan hun woning. Niet alleen wordt het vaak fraai ingericht en goed onderhouden (het schoonmaken wordt huishouden genoemd), er wordt ook veelvuldig verbouwd, waarbij bijvoorbeeld de keuken of badkamer wordt vernieuwd of een uitbouw wordt aangebouwd, bijvoorbeeld een serre.
In Nederland zijn er (anno 2010) 7,1 miljoen zelfstandige woningen.

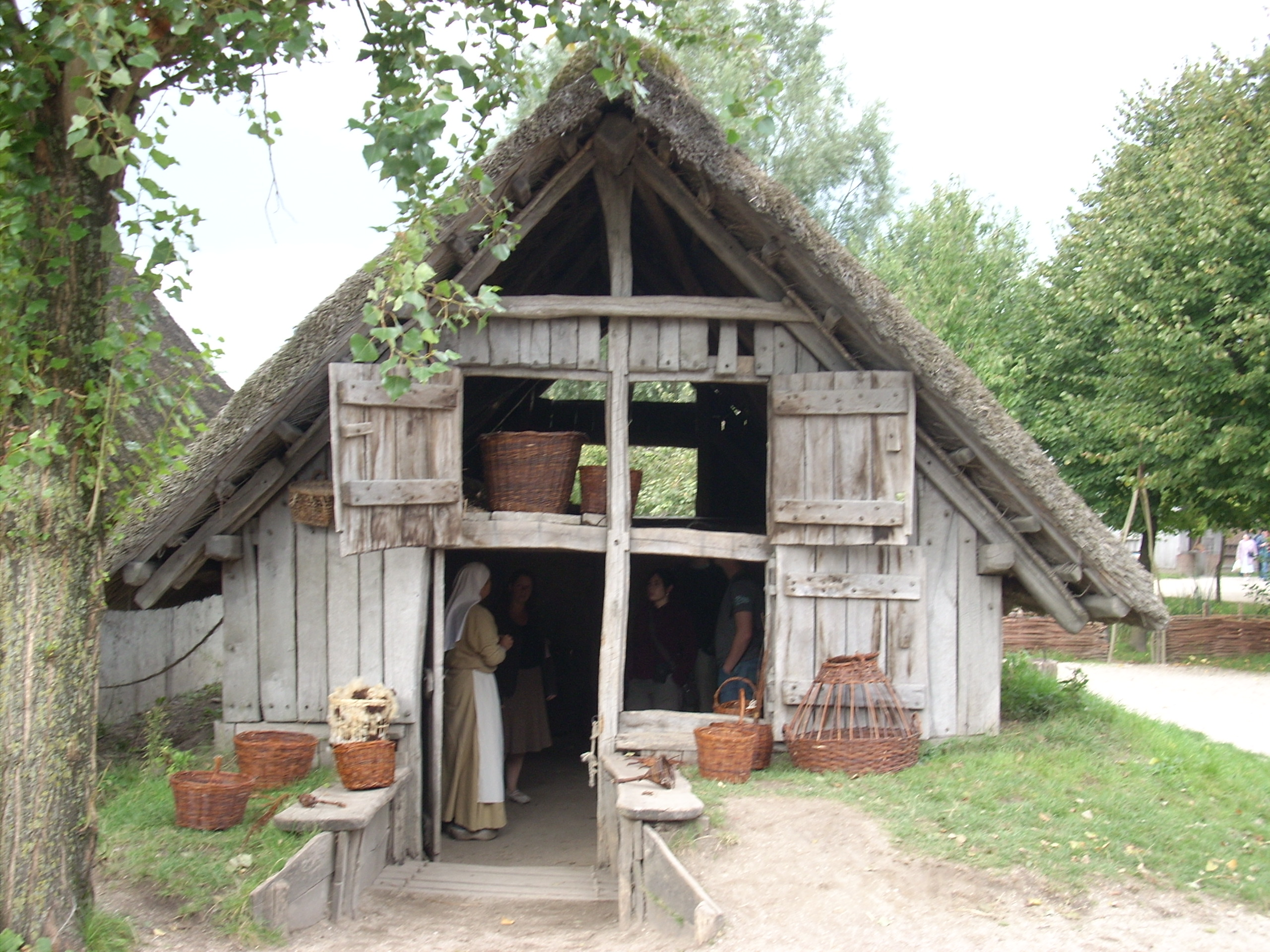
Een huis uit de Middeleeuwen in het Archeon

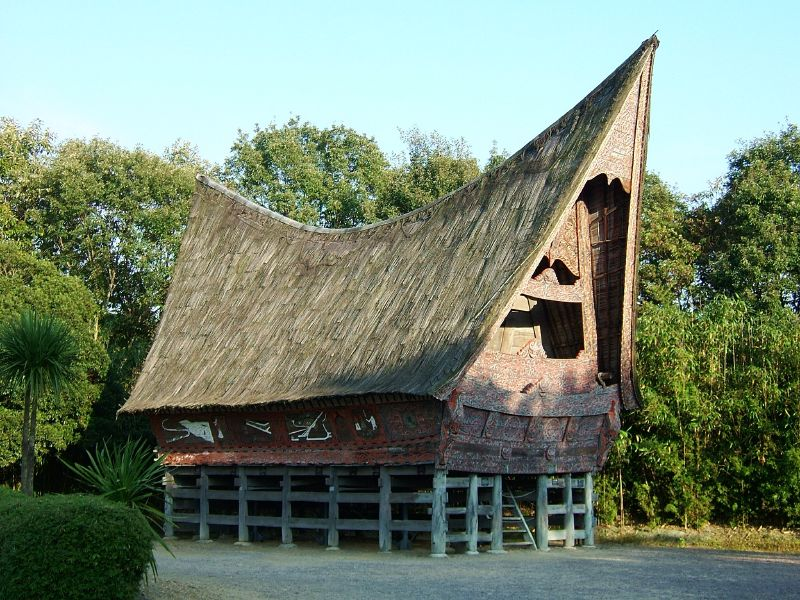
Traditioneel Batak-huis in Noord-Sumatra, Indonesië

## Soorten huizen
Er bestaan drie typen huizen naar de manier van bouwen:
- vrijstaande huizen, alleenstaande woning of open bebouwing;
- huizen die aan één ander huis zijn vastgebouwd (half-open bebouwing): 'twee onder één kap', of hoekwoning;
- huizen die aan meer dan een zijde aan een ander huis zijn vastgebouwd: een rijtjeshuis of gesloten bebouwing.

Er bestaan ook typen huizen naar het stapelen van woningen boven elkaar:
- een woning op de begane grond, een zogenaamde benedenwoning;
- een woning op een hogere verdieping of etage, ook wel bovenwoning genoemd, vaak wel met een afzonderlijke ingang;
- een maisonnette, een woning in een woon- of flatgebouw met meerdere verdiepingen, wonen en slapen gescheiden per bouwlaag;
- een appartement, een iets luxueuzere versie van een bovenwoning.

Appartementen bevinden zich meestal in een flatgebouw, maar kunnen zich ook bevinden in een omgebouwd ouder en groter woongebouw.
Verschillende typen huizen zijn:
- de bungalow: een meestal vrijstaand huis waarvan alle vertrekken zich op de begane grond bevinden, zonder verdiepingen;
- een jarendertigwoning: een relatief hoogwaardig huis, gebouwd tijdens het interbellum;
- het herenhuis: een groot, ruim huis met meerdere verdiepingen en vertrekken met hoge plafonds;
- een doorzonwoning: een huis met een woonkamer die aan voor- en achtergevel grenst. Dit is een eufemisme geworden voor het meest gewone type huis.

Naar het type bewoning worden huizen onderscheiden in eengezinswoningen, de meest voorkomende soort woning in Nederland en België, waar één gezin het gehele huis bewoont. Voor studerende jongeren bestaat de studentenflat, een over het algemeen groot gebouw met verschillende kamers die samen een keuken delen. Bejaarden wonen soms in een verzorgingshuis dat oppervlakkig lijkt op een studentenflat, maar meer grote gemeenschappelijke ruimtes bevat, zodat er gemeenschappelijk gegeten kan worden. Vaak is er ook een recreatiezaal. Voor vakanties bestaan er vakantiehuisjes of recreatiebungalows.
Naar eigendom wordt onderscheid gemaakt tussen een koophuis, dat door de eigenaar bewoond wordt, en het huurhuis, dat door de bewoner gehuurd wordt van een (groot)eigenaar. Om een huis te kopen sluiten veel mensen een lening af, vaak een hypothecaire lening. Een huurhuis wordt soms verhuurd door een huisjesmelker, maar in Nederland vaker door een woningcorporatie of een beleggingsmaatschappij.
Met 'huis' wordt ook wel een groot gebouw bedoeld dat eigenlijk een kasteel of paleis is, zoals Huis Doorn, Huis ter Duin of Huis ten Bosch.

## Huis naar materiaal

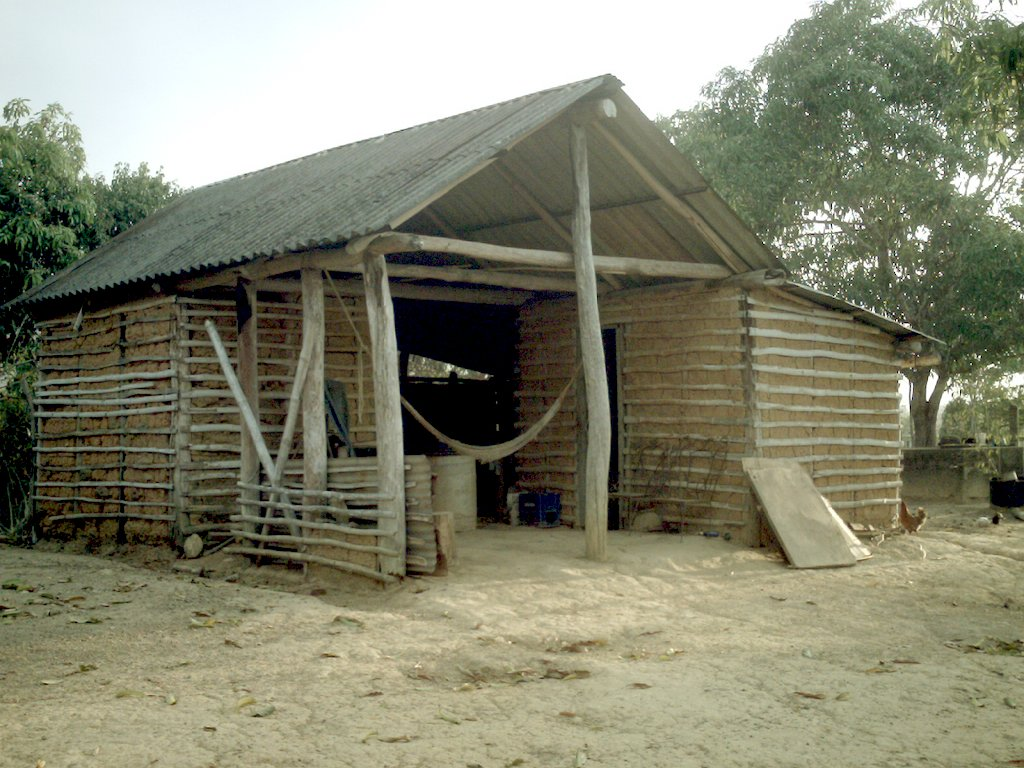
Een huis in Venezuela (2007)

De eerste huizen zijn waarschijnlijk gebouwd van leem dat op gevlochten dunne houtstammen, tenen genoemd, werd aangebracht. Later kwamen er geheel houten huizen van gezaagde planken, en nog later werden huizen van baksteen gebouwd. In zuidelijk Nederland en België worden ook wel huizen van natuursteen gebouwd. Tegenwoordig zijn huizen vaak gebouwd met beton.
Op plaatsen waar drassige grond voorkomt wordt veel gebruikgemaakt van houtskeletbouw (wanden en vloeren van houten frames met daarin isolatiemateriaal en afgewerkt met gevelbekleding). Dit alles omdat er anders een veel draagkrachtigere fundering moet worden aangelegd. Maar bouwen met hout heeft ook nadelen, bijvoorbeeld is de hoogte die behaald kan worden beperkt omdat anders de stabiliteit niet meer te garanderen is. Bij hoogbouw wordt wel beton gebruikt, er moet dan wel een goede fundering worden gemaakt. Bij slappe (veen)grond moeten er houten of betonnen heipalen worden geslagen tot op een steviger zandlaag. Vooral in het westen van Nederland is dit gebruikelijk.

## Dieren in huis
Dieren die in woningen voorkomen, naast de huisdieren, zijn huisspinnen, kakkerlakken, huiszwaluwen, faraomieren, tapijtkevers, doodskloppers, wandluizen, huismijten (miljoenen per woning) en vlooien van honden en katten. Ook kunnen zilvervisjes en pissebedden voorkomen. Voorheen kwamen ook houtwormen en boekenwormen voor, maar die zijn verdwenen met de introductie van de centrale verwarming.

## Woningaanpassing
Soms wordt een woning aangepast aan een beperking van de bewoner of een van de bewoners. In Nederland wordt dit soms voor een deel vergoed op basis van de Wet maatschappelijke ondersteuning. Een voorbeeld is een aanpassing van het toilet.

## Plaatsnamen in Nederland met “huis” of “huizen” erin
Sommige namen komen meer dan eens voor, als dorpsnaam, maar soms ook als naam van een buurtschap of stadswijk.
- Achthuizen
- Bakhuizen (Frl)
- Benthuizen (ZH)
- Berghuizen (Dr)
- Biddinghuizen (Fl)
- Blauwhuis (buurtschap) (Frl)
- Blauwhuis (dorp) (Frl)
- Broekhuizen (Li)
- Broekhuizenvorst (Li)
- Brouwhuis (NB)
- Buitenhuizen (NH)
- De Vijfhuizen
- Dijkhuisjes (Zld)
- Driehuis (Velsen)
- Driehuis (NH)
- Driehuizen (Eersel)
- Driehuizen (Kessel)
- Driehuizen (Schermer)
- Driehuizen (Texel)
- Driehuizen (Veghel)
- Elahuizen (Frl)
- Ellersinghuizen (Gr)
- Emminkhuizen (Ut)
- Enkhuizen (NH)
- Eppenhuizen (Gr)
- Frankhuis (Ov)
- Garsthuizen (Gr)
- Gasthuis (Li)
- Goëngahuizen (Frl)
- Grosthuizen (NH)
- Hantumhuizen (Frl)
- Haringhuizen (NH)
- Hedikhuizen (NB)
- Hornhuizen (Gr)
- Huis ter Heide (Ut)
- Huisduinen (NH)
- Huisseling (NB)
- Huissen (Gld)
- Huize Padua (NB)
- Huizen (NH)
- Huizinge (Gr)
- Hulhuizen (Gld)
- Idsegahuizum (Frl)
- Idskenhuizen (Frl)
- Jipsinghuizen (Gr)
- Kleine Huisjes (Gr)
- Krachtighuizen (Gld)
- Lippenhuizen (Frl)
- Lochuizen (Gld)
- Lytshuizen (Frl)
- Meedhuizen (Gr)
- Negenhuizen (Baarle-Hertog)
- Negenhuizen (Midden-Delfland)
- Nijhuizum (Frl)
- Oosterhuizen (Gld)
- Oosthuizen (NH)
- Oppenhuizen (Frl)
- Osingahuizen (Frl)
- Roordahuizum (Frl)
- Ruigahuizen (Frl)
- Saaxumhuizen (Gr)
- Schottershuizen (Dr)
- Surhuizum (Frl)
- Tweehuizen
- Uithuizen (Gr)
- Uithuizermeeden (Gr)
- Veenhuizen (Dr)
- Veenhuizen (Gr)
- Venhuizen (NH)
- Vierhuis (De Friese Meren) (Frl)
- Vierhuis (Leeuwarden) (Frl)
- Vierhuizen (De Marne)
- Vierhuizen (Delfzijl)
- Vierhuizen (Wonseradeel)
- Vijfhuizen (Achtkarspelen)
- Vijfhuizen (Ferwerderadeel)
- Vijfhuizen (Goirle)
- Vijfhuizen (Haarlemmermeer)
- Vijfhuizen (Maarssen)
- Vijfhuizen (Oegstgeest)
- Vijfhuizen (Oosterhout)
- Vijfhuizen (Opsterland)
- Vijfhuizen (Tilburg)
- Vijfhuizen (Zuid-Schalkwijk)
- Vledderhuizen (Gr)
- Voorthuizen (Gld)
- Waardhuizen (NB)
- Warfhuizen (Gr)
- Warmenhuizen (NH)
- Waterhuizen (Gr)
- Wolfshuis (Li)
- Zeshuizen
- Zevenhuizen (Alkemade)
- Zevenhuizen (Apeldoorn)
- Zevenhuizen (Bunschoten)
- Zevenhuizen (Eemsmond)
- Zevenhuizen (Franekeradeel)
- Zevenhuizen (Heerewaarden)
- Zevenhuizen (Heeze-Leende)
- Zevenhuizen (Heiloo)
- Zevenhuizen (Kollumerland en Nieuwkruisland)
- Zevenhuizen (Leek)
- Zevenhuizen (Moerdijk)
- Zevenhuizen (Texel)
- Zevenhuizen (Tietjerksteradeel)
- Zevenhuizen (Werkendam)
- Zevenhuizen (Zevenhuizen-Moerkapelle)

## Huis in de taal
Het woord huis of thuis komt in meerdere uitdrukkingen en gezegden voor:

### Huis
- Huisje-boompje-beestje: het gewone, bescheiden burgerleven.
- Een huis-tuin-en-keukending: niets bijzonders, maar juist heel gewoon en alledaags.
- Als de kat van huis is, dansen de muizen (op tafel): bijvoorbeeld kinderen gaan keet schoppen of trappen als hun ouders van huis of weg zijn.
- Van huis en haard verdreven: gevlucht met achterlating van alles.
- Ieder huisje heeft zijn kruisje: in elk huis gebeurt er weleens iets noodlottigs.
- Het huis is te klein: er is ruzie aan de gang.
- Een zuinige huisvrouw bouwt huizen als kastelen (of: zuinigheid met vlijt bouwt huizen als kastelen): met een zuinige huisvrouw houdt het gezin zoveel geld over dat er een kasteel mee gebouwd kan worden.
- Hij (of zij) is het zonnetje in huis: hij (of zij) is altijd vrolijk.
- Wie in een glazen huis woont, moet niet met stenen gooien: Wie een hoge positie heeft, moet voorzichtig zijn.
- In het huis van een gehangene spreekt men niet over de strop: je moet vermijden over onaangename onderwerpen te spreken.
- Dit is niet iets om over naar huis te schrijven: dit stelt erg weinig voor.
- Je moet het huisje wel bij het schuurtje laten: je moet niets buitensporigs doen, oftewel de dingen in de juiste proportie houden, dit dan vooral op financieel gebied (min of meer hetzelfde als "de tering naar de nering zetten").

### Thuis
- Zoals het klokje thuis tikt, tikt het nergens: het is nergens zo (fijn, gezellig, vertrouwd) als in je eigen huis.
- Oost, west, thuis best: idem.
- Van een kale of koude kermis thuiskomen: iets onplezierigs, onaangenaams hebben meegemaakt.
- Van alle markten thuis zijn: alles (aan)kunnen.
- Samen uit, samen thuis: als je iets samen begint, moet je het ook samen afmaken.
- Je mag buiten best trek krijgen, als je maar thuis komt eten: je mag anderen best aantrekkelijk vinden, als je maar niet vreemdgaat.
- Een thuiswedstrijd spelen: iets doen wat gemakkelijk gaat.